# KiND PEOPLE/リズム
「KiND PEOPLE / リズム」（カインド・ピープル／リズム）は、BiSHのメジャー6作目のシングル。2019年11月6日にavex traxから発売された。

## 概要
前作「stereo future」から約11か月ぶりに発売されるメジャー6作目・通算8作目のシングル。両A面で発売された。
9月24日、『アメトーーク!』への出演が決まったニュースと同時に、ニューシングルの情報が解禁された。CDは3形態で販売され、CD盤のほかに、DVD盤には2019年7月3日に東京・ZEPP TOKYOで行われたLiFE is COMEDY TOUR FiNALのライブ映像を収めたDVDが付録。初回生産限定盤はDVD盤と同様の映像と副音声としてメンバーによるオーディオコメンタリー、ツアーにて行われたコント傑作選「LiFE is COMEDY TOUR COMEDY COLLECTiON」、ミュージックビデオとメイキングを収録したBlu-rayならびにフォトブックが付属する。
10月11日、『アメトーーク!』放送中に収録曲「リズム」がApple MusicおよびiTunes Storeで先行配信がスタート、楽曲はBiSHでは初めてメンバーによる作曲となっている。アイナ・ジ・エンドが声帯結節の手術の直前に作曲したものに後にモモコグミカンパニーが詞をつけた。同日20時、ミュージックビデオがYouTubeに公開。監督は「SMACK baby SMACK」のミュージックビデオや幕張メッセで行われたライブ“THE NUDE”の映像演出などを手掛けた山田健人。
10月25日、『ミュージックステーション』に出演し、「KiND PEOPLE」を初披露した。翌0時、ミュージックビデオと先行配信がスタート。ミュージックビデオではアイナ・ジ・エンドが作った振り付けを元に、真っ黒な制服のBiSHと同じ制服を着用した150人のダンサーを率いてパフォーマンスを繰り広げている。監督は福和敏。
11月5日、アーティスト写真でメンバーが持っているカップ麺の容器のレプリカ「#優しいBiSH麺」を無料配布。蓋をめくって当たりが出た場合は、「リズム」の原型となったアイナ作詞作曲のデモ音源「リズム_DEMO20161117」を特設サイトからフリーダウンロードできた。
11月7日、シングル発売を記念しKiND PEOPLE（優しい人）にちなみTwitterで募集した日本各地のファンにメンバーが直接会いに行く企画「#優しいBiSH」を開催した。

## リリース履歴
| 発売日         | レーベル  | 最高順位 | 販売形態 | 規格品番     | 備考                                                 |
| -------------- | --------- | -------- | -------- | ------------ | ---------------------------------------------------- |
| 2019年10月11日 | avex trax | -        | 配信     | -            | 「リズム」先行配信                                   |
| 2019年10月26日 | avex trax | -        | 配信     | -            | 「KiND PEOPLE」先行配信                              |
| 2019年11月6日  | avex trax | 2位      | CD       | AVCD-94638   | CD盤                                                 |
| 2019年11月6日  | avex trax | 2位      | CD+DVD   | AVCD-94637/B | DVD盤                                                |
| 2019年11月6日  | avex trax | 2位      | CD+BD    | AVCD-94636/B | 初回生産限定盤:ショック吸収型BOX仕様+PHOTOBOOK(100P) |

## 収録曲

### CD
全編曲：SCRAMBLES
1. KiND PEOPLE
作詞：JxSxK、作曲：松隈ケンタ
2. リズム
作詞：モモコグミカンパニー、作曲：アイナ・ジ・エンド

### DVD・Blu-ray

#### DVD・Blu-ray共通
- 2019.07.03 LiFE is COMEDY TOUR FiNAL at Zepp Tokyo

1. ア・ラ・モード
2. DiSTANCE
3. MONSTERS
4. GiANT KiLLERS
5. DEADMAN
6. FREEZE DRY THE PASTS
7. 遂に死
8. PAiNT it BLACK
9. stereo future
10. FOR HiM
11. I am me.
12. MORE THAN LiKE
13. HiDE the BLUE
14. My landscape
15. SMACK baby SMACK
16. プロミスザスター
17. オーケストラ
18. サラバかな
19. beautifulさ
20. ALL YOU NEED IS LOVE

※Blu-rayにのみ副音声（メンバーによるオーディオコメンタリー）収録

#### Blu-rayにのみ収録
1. LiFE is COMEDY TOURコント傑作選
2. リズム (Music Video)
3. リズム (Making Movie)
4. MORE THAN LiKE (Music Video)
5. MORE THAN LiKE (Making Movie)

## 参加メンバー
- BiSH
  - アイナ・ジ・エンド - ボーカル、作曲（#02）
  - セントチヒロ・チッチ - ボーカル
  - モモコグミカンパニー - ボーカル、作詞（#02）
  - ハシヤスメ・アツコ - ボーカル
  - リンリン - ボーカル
  - アユニ・D - ボーカル

## ライブ映像作品
| 曲名        | 作品名              |
| ----------- | ------------------- |
| KiND PEOPLE | FROM DUSK TiLL DAWN |
| リズム      | REBOOT BiSH         |
| リズム      | FROM DUSK TiLL DAWN |

## 収録アルバム
KiND PEOPLE
- 『FOR LiVE -BiSH BEST-』 (#11)

リズム
- 『FOR LiVE -BiSH BEST-』 (#12)